# Abdallah Azhar
Abdallah Belaid Azhar (arabisch عبد الله أزهر, DMG ʿAbd Allāh Azhar; * 21. September 1939 in Casablanca; † 13. Dezember 2015 ebenda) war ein marokkanischer Fußballspieler.

## Vereinskarriere
Abdallah Azhar, der im seinerzeit noch französischen Nordafrika geboren wurde, ergänzte 1958 als 18-Jähriger den Mannschaftskader des damaligen Flaggschiffs der ersten Division Frankreichs, Stade Reims. Dort kam der Mittelstürmer angesichts der Konkurrenz durch Mitspieler wie Just Fontaine, Roger Piantoni, Jean Vincent, Raymond Kopa, etwas später auch noch Paul Sauvages und seines Landsmannes Hassan Akesbi, in den ersten drei Jahren immer nur zu einem oder zwei Punktspieleinsätzen, war dann aber ein zuverlässiger Stellvertreter. Erst in der Saison 1961/62 wurde er bei Reims infolge einer Verletzung Piantonis zum Stammspieler und erzielte in seinen 18 Ligaspielen neun Treffer. Am Ende dieser Spielzeit hatte er so nennenswerten Anteil am Gewinn des Meistertitels, der für ihn nach 1960 bereits der zweite war.
Da für ihn absehbar war, dass er nach Piantonis Genesung wieder ins zweite Glied würde rücken müssen, wechselte er dennoch zum Aufsteiger FC Grenoble. Während seiner dortigen drei Jahre – nach nur einer Saison spielte er mit Grenoble wieder in der zweiten Liga, wo sein Trainer Albert Batteux der gleiche war, der ihn zu Stade Reims geholt hatte – war Azhar meist Stammspieler. 1965 kehrte er nach Marokko zurück; wie lange er dort noch für TAS Casablanca aktiv war und ob er danach bei weiteren Klubs gespielt hat, ist bisher nicht zu ermitteln.
Abdallah Azhar starb am 13. Dezember 2015 im Alter von 76 Jahren in seinem Haus in Casablanca.

### Vereinsstationen
- 1958–1962: Stade de Reims
- 1962–1965: Football Club de Grenoble
- 1965–?: Tihad Athlétique Sport de Casablanca

## In der Nationalmannschaft
Abdallah Azhar bestritt 1960 und 1961 anlässlich der Weltmeisterschaftsqualifikation sechs A-Länderspiele für Marokko. Obwohl ihm dabei auch drei Torerfolge gelangen, darunter ein Treffer beim sehr achtbaren 2:3 im Estadio Santiago Bernabéu gegen Spanien, hatte er auch in diesem Kreis in Hassan Akesbi und Abderrahman Mahjoub Konkurrenten um die Position des Sturmführers, gegen die er sich nicht dauerhaft durchzusetzen vermochte. Inwieweit Azhar zu weiteren internationalen Einsätzen kam, ist derzeit nicht nachweisbar.

## Palmarès
- Französischer Meister: 1960, 1962
- mindestens 6 A-Länderspiele (3 Tore) für Marokko